# Бужинский, Анатолий Ануфриевич
Анатолий Ануфриевич Бужинский (бел. Анатоль Ануфрыевіч Бужынскі; 20 июля 1932, Дрозды, Круглянский район — 11 февраля 2023, Минск) — Герой Социалистического Труда (1974). Заслуженный работник промышленности БССР (1972).

## Биография
Родился 20 июля 1932 года в селе Дрозды (ныне Круглянского района Могилёвской области, Республика Беларусь).
После окончания семи классов школы в 1946 году по окончании школы пытался поступить в школу милиции, но ему было отказано из-за родственника, побывавшего в плену. После этого поступил и в 1948 году с отличием окончил республиканскую школу фабрично-заводского обучения пищевой промышленности (хлебопекарное отделение) (2-й выпуск).
С 1950 года работал пекарем на Минском хлебном заводе № 2. За короткий срок был налажен выпуск шестнадцати новых сортов хлебобулочных изделий (вместо одного ранее). Его бригада одной из первых на предприятии освоила проектные мощности конвейерных печей непрерывного действия. Без отрыва от производства окончил вечернюю среднюю школу. Периодически замещал технолога и бригадира. С 1960 года — пекарь-мастер. Стал одним из лучших специалистов хлебопекарной промышленности БССР, ему было присвоено звание «Пекарь — мастер первого класса». Предложил совместить профессии пекаря-сдатчика и тестовода, в результате чего освободились три человека, экономический эффект составил 5500 рублей в год. По его инициативе модернизировали три конвейерные печи, благодаря чему существенно облегчился труд пекарей, улучшилось качество продукции, увеличился выход хлебобулочных изделий на 0,4 процента. Это позволило сэкономить столько муки, что из нее было выпущено 43,3 тонны продукции. С одной печи в бригада Бужинского снимала на 150—200 килограммов готовой продукции больше, чем предусмотрено нормой.
Указом Президиума Верховного Совета СССР от 17 января 1974 года проявленную трудовую доблесть в выполнении заданий пятилетки и принятых социалистических обязательств на 1973 год, большой творческий вклад в увеличение производства продовольственных товаров Бужинскому Анатолию Ануфриевичу присвоено звание Героя Социалистического Труда с вручением ордена Ленина и золотой медали «Серп и Молот».
Продолжал работать мастером-пекарем. Ежегодно обучал своей профессии семь-восемь человек, а смежным специальностям — до сорока человек. Без отрыва от производства окончил техникум. В дальнейшем работал мастером производственного участка, инженером-технологом, начальником производства хлебозавода.
На пенсии проживал в Минске. Скончался там же 11 февраля 2023 года.
Награжден орденами Ленина (17.01.1974), Трудового Красного Знамени (26.04.1971), медалями, значком «Отличник социалистического соревнования Министерства пищевой промышленности СССР». Заслуженный работник промышленности БССР (1972).